# Seminario Diocesano de Tortosa
El Seminario Diocesano es un edificio de Tortosa (Bajo Ebro) protegido como Bien Cultural de Interés Local.
Es obra del arquitecto Vicente Traver y Tomás (1888-1966). 

## Descripción
Es un complejo de edificios situado en lo alto de una colina en el lado sureste de la ciudad, entre el fuerte de Orleans y la estación de RENFE. El acceso es por la carretera de la calle «Cristòfor Despuig», a la altura de la antigua estación de autobuses HIFE. Existe también un acceso por el arrabal de Capuchinos. El Seminario consta de un conjunto de edificios de perímetro rectangular, rodeado por una valla que incluye parques infantiles y campos deportivos. Los sectores construidos, siete cuerpos rectangulares en total, son estrechos, para aprovechar al máximo la luz natural y los tres grandes patios, paralelos entre sí o perpendiculares a la fachada. Los diferentes cuerpòs constan de planta baja y uno o dos pisos. Dentro se distribuyen las habitaciones del seminario y del colegio de bachillerato La Inmaculada, así como las capillas y diversos servicios. El muro de la fachada de aspecto monumental, refleja en el exterior el extremo de cada uno de los cinco cuerpos que son perpendiculares, por medio de los sectores de relieve con la estructura y la decoración clásica. Destacan, además, dos torres campanarios altas, situadas de forma simétrica respecto de la portada central. Este tiene a la planta baja de un porche sostenido por columnas dóricas y un motivo de perfil mixtilíneo con la coronación del frontón triangular.

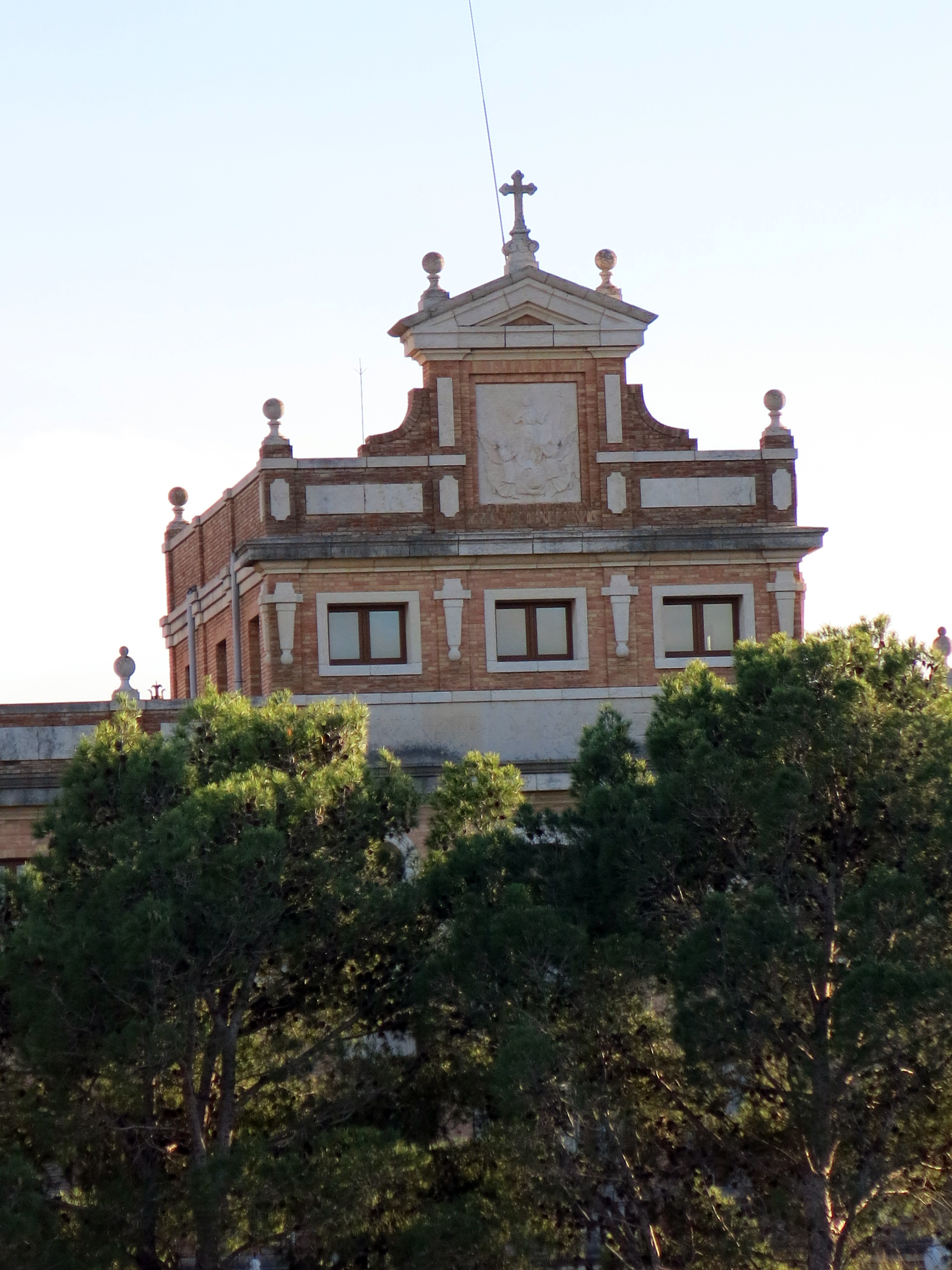
Detalle de la fachada norte desde el fuerte de Orleans

El material utilizado en recubrimientos es la obra vista, con algunos sectores, especialmente enmarcamientos, de piedra. Las aberturas combinan las formas adinteladas y los arcos de medio punto, lo que aumenta el efecto del clasicismo.
La capilla central, dedicada a la Asunción, tiene planta basilical de tres naves separadas por arcos de medio punto sobre columnas dóricas, y ábside pentagonal. La cubierta es plana, de casetones. Las pinturas del ábside son de Josep Obiols. Tiene dos capillas, también, a los lados, con una estructura simple rectangular adintelada, dedicado a la Sagrada Familia y la Inmaculada Concepción. También tiene una capilla particular del obispo, dedicado al Buen Pastor.

## Historia
El primer seminario de Tortosa fue inaugurado el 28 de enero de 1825, en el colegio de San Matías. Sus enseñanzas estaban adscritas a la Universidad de Cervera. Estuvo cerrado desde 1835 hasta 1842. En 1849, la sede se trasladó a la antigua sede de los jesuitas de la calle Montcada, aumentando su capacidad. El actual seminario fue construido entre 1945 y 1952 por orden del obispo Moll (1943-1969), con contribuciones de la diócesis. Actualmente funciona también como colegio de bachillerato e internado para niños.